# Virus de Qaranfil
Quaranjavirus quaranfilense
Espèce
Synonymes
- Quaranfil quaranjavirus (2017-2021)
- Quaranfil virus (2012-2017)

Le virus de Qaranfil, Quaranjavirus quaranfilense, est une espèce de virus du genre Quaranjavirus, de la famille des Orthomyxoviridae. Il s'agit d'un virus à ARN monocaténaire de polarité négative à génome segmenté, composé de six segments.
Ce virus peut infecter des tiques, des oiseaux et les humains. Il doit son nom au fait qu'il a été isolé aux alentours du village de Qaranfil (en arabe : قَرَنْفيل, Qaranfīl), près du Caire, en 1953. Ce virus peut infecter des humains, comme l'atteste l'analyse de prélèvements sérologiques humains en Égypte dans les années 1960, qui montra que 8 % de la population locale présentait des anticorps contre ce virus.
Le lien entre le virus de Qaranfil et une maladie humaine n'est pas clairement établi.